# 在中華民国セントビンセント・グレナディーン大使館
在中華民国セントビンセント・グレナディーン大使館（英語: Embassy of Saint Vincent and the Grenadines in the Republic of China、繁体字中国語: 聖文森及格瑞那丁駐華大使館）あるいは駐台セントビンセント・グレナディーン大使館（英語: Embassy of Saint Vincent and the Grenadines in Taiwan、繁体字中国語: 聖文森及格瑞那丁駐台大使館）は、セントビンセント・グレナディーンが中華民国（台湾）の首都台北市に設置している大使館である。
1981年に両国間の外交関係が樹立された後、2019年8月8日、セントビンセント・グレナディーンがアジアに設置する初の大使館として開設された。
また、非常駐の駐日セントビンセント・グレナディーン大使館（英語: Embassy of Saint Vincent and the Grenadines in Japan）を兼轄している。

## 住所
| 日本語 | 〒11157 台北市士林区天母西路62巷9号6階                              |
| 中国語 | 11157 臺北市士林區天母西路62巷9號6樓                                |
| 英語   | 6F, No. 9, Lane 62, Tianmu West Road, Shilin District, Taipei 11157 |

## 大使
2019年8月7日より、アンドレア・ボウマンが特命全権大使を務めている。また、2022年9月2日に、駐日大使として訪問した東京で信任状を捧呈している。